# San Cristoforo (Ghirlandaio)
Il San Cristoforo è un affresco staccato (284,5x149,9 cm) di Domenico Ghirlandaio, databile al 1473 circa e conservato nel Metropolitan Museum di New York.

## Storia
Si ignora la provenienza dell'opera, che venne acquistata da Cornelius Vanderbilt sul mercato antiquario di New York nel 1880. Alcuni hanno ipotizzato che fosse l'affresco monumentale nella chiesa di San Miniato tra le torri a Firenze, distrutto proprio in quegli anni, però le fonti  antiche lo riferiscono piuttosto ai fratelli del Pollaiolo. Un'altra ipotesi lo vede invece proveniente da villa Michelozzi, nei dintorni della città.
La datazione è riferita ai primi anni di attività del pittore quando, con uno stile ancora acerbo ma di buona qualità, iniziava a farsi conoscere nel contado fiorentino.

## Descrizione e stile
Come da tradizione san Cristoforo è raffigurato come un gigante che trasporta l'infante Gesù oltre un fiume. Egli si aiuta con un bastone di palma, simbolo del suo futuro martirio, che secondo la leggenda dopo l'attraversamento posò in terra dove miracolosamente mise nuove radici e fruttò. Il santo ha una posizione un po' forzata, mentre cammina voltandosi a guardare il fanciullo benedicente sulla spalla, tenendo una mano al fianco e una al bastone. Il panneggio esalta il senso del movimento ed è trattato con effetti di increspatura accentuata, molto sbalzata dal chiaroscuro, di derivazione verrocchiesca. Il Bambino tiene in mano un globo, simbolo della sua regalità sul mondo, sul quale è infatti iscritto ASIA / AFRIHA / [E]VROPA.
Il paesaggio, dall'orizzonte particolarmente basso per accentuare la monumentalità delle figure, mostra un paesaggio di colline, ora irte ora dolci, che si perdono in lontananza secondo le regole della prospettiva aerea.
L'affresco venne realizzato in sette "giornate", cioè sessioni di lavoro. Molti dettagli, soprattutto nello sfondo, vennero aggiunti a secco ed oggi sono straordinariamente ben conservati.